# Parlamentarisk immunitet
Parlamentarisk immunitet er en beskyttelse af et parlaments medlemmer imod mulig politisk forfølgelse fra den udøvende magt gennem bl.a. politi og anklagemyndighed.
I Danmark har alle folketingsmedlemmer parlamentarisk immunitet i henhold til § 57 i Grundloven som siger: »Intet medlem af Folketinget kan uden dettes samtykke tiltales eller underkastes fængsling af nogen art, medmindre han er grebet på fersk gerning. For sine ytringer i Folketinget kan intet af dets medlemmer uden Folketingets samtykke drages til ansvar udenfor samme.«
Den danske grundlovs immunitet består således af to led; første led beskytter de til enhver tid værende folketingsmedlemmer imod strafferetlig forfølgning og indespærring mens andet led beskytter imod ansvar for ytringer fremsat i Folketinget. Begge former for immunitet kan ophæves af Folketinget men de to bestemmelser administreres meget forskelligt. Der gives som regel samtykke til første led mens der som regel ikke gives samtykke til andet led.
Der indhentes ikke (særskilt) samtykke fra Folketinget ved rigsretstiltale.

## Fersk gerning
Politiet behøver ikke Folketingets samtykke hvis fængslingen eller tiltalen skyldes et forhold hvor folketingsmedlemmet er taget på fersk gerning. Denne bestemmelse er meget sjældent brugt.
I Kranførersagen var landstingsmand Julius Albert Andersen tiltalt for spirituskørsel. Han havde i beruset tilstand påkørt en Falck kranvogn og var af kranføreren kørt til sygehuset hvor han var blevet afhørt af politiet men ikke anholdt. Andersen påstod tiltalen afvist med henvisning til sin parlamentariske immunitet. Både Esbjerg Købstads ret og Vestre Landsret fandt at han var taget på fersk gerning og afvisningspåstanden blev derfor ikke taget til følge. På dette tidspunkt under besættelsen var Rigsdagen ude af funktion og Landstingets samtykke til tiltale kunne derfor ikke indhentes, hvilket efter 1915-grundloven var påkrævet rigsdagen var "samlet", domstolene tog ikke stilling til om rigsdagen kunne anses for samlet. Sagen er den eneste hvor domstolene har statueret fersk gerning i forhold til grundloven.
I 1998 blev folketingsmedlem Jette Gottlieb tiltalt for hærværk. Her anlagde Rigsadvokaten en mere restriktiv fortolkning af "fersk gerning" begrebet end Kranførersagens. Rigsadvokaten vurderede at Gottlieb ikke var grebet på fersk gerning, "idet politiet først ankom til gerningsstedet efter, at malingen var påført kantstenene." Det var derfor nødvendigt med Folketingets samtykke.

## Færøerne og Grønland
Der er såvel ved rigslovgivning, i retsplejelovene for Færøerne og Grønland, som i henholdsvis landstinglovgivning og lagtingslovgivning indført parlamentarisk immunitet for medlemmerne af Færøernes Lagting og Grønlands Landsting. Beskyttelsen svarer til den Grundlovens § 57 giver folketingsmedlemmer.

### Færøerne

#### Lagtingslovgivning
Ved Lagtingslov af 13. maj 1948 om Færøernes Styrelsesordning i Særanliggender indførtes parlamentarisk immunitet for medlemmerne af Færøernes Lagting:
§ 24. Saa længe Lagtinget er samlet, kan ingen Lagtingsmand tiltales eller underkastes Fængsling af nogen Art uden Lagtingets Samtykke med mindre han er grebet paa fersk Gerning.

For sine Ytringer i Lagtinget kan intet af dets Medlemmer uden Tingets Samtykke drages til Ansvar uden for samme.
Den nye lagtingslov om Færøernes styrelsesordning af 26. juli 1994 der trådte videreførte bestemmelsen, dog udgik begrænsning "sålænge landstinget er samlet":
§ 24. Intet medlem af lagtinget kan uden dettes samtykke tiltales eller underkastes fængsling af nogen art, medmindre medlemmet er grebet på fersk gerning.
Stk. 2. For sine ytringer i lagtinget kan intet af dets medlemmer uden lagtingets samtykke drages til ansvar udenfor samme. 

#### Retsplejelov for Færøerne
Retsplejelov for Færøerne § 728 a indeholder bestemmelser om parlamentarisk immunitet for lagtingsmedlemmer: 

§ 728 a. Ingen lagtingsmand kan tiltales eller underkastes fængsling af nogen art uden Lagtingets samtykke, medmindre han er grebet på fersk gerning.

Stk. 2. For sine ytringer i Lagtinget kan intet af dets medlemmer uden Tingets samtykke drages til ansvar uden for samme.

### Grønland

#### Landstingslovgivning
I 1988 blev det ved landtingslov nr. 11 af 20. oktober 1988 om landstinget og landsstyret § 33 indført parlamentarisk immunitet for landstingsmedlemmerne:
§ 33. Så længe landstinget er samlet, kan intet landstingsmedlem tiltales eller underkastes frihedsberøvelse af nogen art uden tingets samtykke, medmindre medlemmet er grebet på fersk gerning.
Stk. 2. For sine ytringer i landstinget kan intet af dets medlemmer uden tingets samtykke drages til ansvar uden for samme.
I 2010 blev lagtingsloven fra 1988 afløst af en ny lagtinglov nr. 26 af 18. november 2010 om Inatsisartut og Naalakkersuisut der tilsvarende indeholdt bestemmelser om parlamentarisk immunitet i § 6, dog udgik begrænsning "sålænge landstinget er samlet" som da heller ikke fandtes i retsplejeloven:
§ 6. For sine ytringer i Inatsisartut kan ingen af dets medlemmer uden samtykke fra Inatsisartut drages til ansvar uden for samme.

Stk. 2. Intet medlem af Inatsisartut kan uden dettes samtykke tiltales eller underkastes frihedsberøvelse af nogen art, medmindre medlemmet er grebet på fersk gerning.

#### Retsplejelov for Grønland
Ved ændring af retsplejeloven for Grønland blev der i overensstemmelse med den allerede vedtagne landtinslovsbestemmelse indsat en bestemmelse om parlamentarisk immunitet (§ 20 a):
§ 20 a. Intet landstingsmedlem kan tiltales eller underkastes frihedsberøvelse af nogen art uden Landstingets samtykke, medmindre medlemmet er grebet på fersk gerning.
Stk. 2. For sine ytringer i Landstinget kan intet af dets medlemmer uden tingets samtykke drages til ansvar uden for samme.
Efter den nye retsplejelov for Grønland der trådte i kraft 1. januar 2010 findes reglerne i §§ 354, 369 og 439:

§ 354. Intet landstingsmedlem kan anholdes eller underkastes anden frihedsberøvelse af nogen art uden Landstingets samtykke, medmindre medlemmet er grebet på fersk gerning.

§ 369. Intet landstingsmedlem kan tilbageholdes uden Landstingets samtykke, medmindre medlemmet er grebet på fersk gerning.

§ 439. Intet landstingsmedlem kan tiltales uden Landstingets samtykke, medmindre medlemmet er grebet på fersk gerning.

Stk. 2. For sine ytringer i Landstinget kan intet af dets medlemmer uden tingets samtykke drages til ansvar uden for samme.

## Ændringer i bestemmelsen
Gennem tiden fra den første grundlov i 1849 til i dag har bestemmelsen og den tilsvarende bestemmelse i de to fællesforfatninger gennemgået en række ændringer. De væsentlige indholdsmæssige ændringer er:
- 1849 grundloven beskyttede mod "fængles, og hæftes for gæld". men ikke mod andre former for frihedsberøvelse, i 1915-grundloven blev dette ændret således at der nu beskyttes mod "fængling af enhver art".
- Frem til grundloven af 1953 galt beskyttelsen i første led kun mens rigsdagen var samlet, i 1953 grundloven blev ordningen med perioder hvor rigsdagen var samlet og ude af funktion resten af tiden afskaffet således at Folketinget i princippet altid er i funktion.
- En tredje ændring består i at tokammersystemet blev afskaffet, under tokammersystemet skulle samtykket indhentes fra det pågældende ting og ikke den samlede rigsdag. Den omvendte ændring skete for så vidt galt rigsrådet med fællesforfatningen af 1863.

En oversigt over de forskellige bestemmelse nedenfor. Ændringer er markeret med fed, rene sproglige ændringer dog med kursiv.
| Grundlov                                                                                  | Indhold |
| ----------------------------------------------------------------------------------------- | --- |
| 1849[a]                                                                                   | § 61. Saalænge Rigsdagen er samlet, kan ingen Rigsdagsmand uden Samtykke af det Thing, hvortil han hører, hæftes for Gjeld, eiheller fængsles eller tiltales, medmindre han er greben paa fersk Gjerning. For sine Yttringer paa Rigsdagen kan intet af dens Medlemmer uden Thingets Samtykke drages til Ansvar uden for samme. |
| 1855 (Fælles For.)                                                                        | § 44. Saalænge Rigsraadet er samlet, kan intet Medlem uden Rigsraadets Samtykke hæftes for Gjæld, ei heller fængsles eller tiltales, medmindre han er greben paa fersk Gjerning. For sine Yttringer i Rigsraadet kan intet Medlem uden Rigsraadets Samtykke drages til Ansvar udenfor samme. |
| 1863 (Fælles For.)                                                                        | § 31. Saalænge Rigsraadet er samlet, kan intet Medlem uden Samtykke af det Thing, hvortil han hører, hæftes for Gjæld, eiheller fængsles eller tiltales, medmindre han er greben paa fersk Gjerning. For sine Yttringer i Rigsraadet kan intet Medlem uden vedkommende Things Samtykke drages til Ansvar udenfor samme. |
| 1866                                                                                      | § 57. Saalænge Rigsdagen er samlet, kan ingen Rigsdagsmand uden Samtykke af det Thing, hvortil han hører, hæftes for Gjæld, eiheller fængsles eller tiltales, medmindre han er greben paa fersk Gjerning. For sine Yttringer paa Rigsdagen kan intet af dens Medlemmer uden Thingets Samtykke drages til Ansvar uden for samme. |
| 1915[a]                                                                                   | § 56. Saa længe Rigsdagen er samlet, kan ingen Rigsdagsmand tiltales eller underkastes Fængsling af nogen Art uden Samtykke af det Ting, hvortil han hører, medmindre han er grebet paa fersk Gerning. For sine Ytringer paa Rigsdagen kan intet af dens Medlemmer uden Tingets Samtykke drages til Ansvar udenfor samme. |
| 1939 (forkastet)                                                                          | § 50. Saa længe Rigsdagen er samlet, kan ingen Rigsdagsmand tiltales eller underkastes Fængsling af nogen Art uden Samtykke af det Ting, hvortil han hører, medmindre han er grebet paa fersk Gerning. For sine Ytringer paa Rigsdagen kan intet af dens Medlemmer uden Tingets Samtykke drages til Ansvar uden for samme, medmindre det Ting, hvori Ytringerne er fremsat, meddeler Samtykke dertil. Er Ytringerne fremsat i Den Forenede Rigsdag, udkræves dennes Samtykke. |
| 1953                                                                                      | § 57. Saa længe Rigsdagen er samlet, Intet medlem af Folketinget kan uden dettes samtykke tiltales eller underkastes fængsling af nogen art, medmindre han er grebet på fersk gerning. For sine ytringer i Folketinget kan intet af dets medlemmer uden Folketingets samtykke drages til ansvar udenfor samme. |
| Noter: a. ↑ Grundlovsændringerne af 1855 og 1920 medførte ingen ændringer i bestemmelsen. | |

## Liste over folketingsmedlemmer der har fået ophævet deres immunitet
| 2021 | Morten Messerschmidt (O) mistænkt for svindel med EU-midler. |
| 2015 | Thomas Danielsen (V). Tiltale for overtrædelse af færdselsloven. Betænkning og Indstilling. Politiet havde først rejst tiltale ved Retten i Roskilde uden at indhente Folketingets samtykke da de ikke havde været opmærksom på at han var medlem af Folketinget. |
| 2010 | Jesper Langballe (O). Tiltale for racistiske ytringer. Dansk Folkeparti stemte "hverken for eller imod" ophævelsen og Søren Espersen som ordfører under behandlingen at racismeparagraffen "er en såvel latterlig som folkestyreskadelig paragraf, som bør afskaffes hurtigst muligt." Betænkning og Indstilling. Folketingets behandling. |
| 2006 | Lene Espersen (C). Tiltale for overtrædelse af færdselsloven. Betænkning og Indstilling |
| 2004 | Flemming Oppfeldt (V). Anholdelse og varetægtsfængsling i anledning af sigtelse for seksuelt overgreb på 13-årig dreng. Betænkning og Indstilling (Anholdelse og varetægtsfængsling). Flemming Oppfeldt udtrådte af Folketinget inden der blev rejst tiltale. |
| 2003 | Peter Brixtofte (V). Tiltale for overtrædelse af straffelovens § 155, subsidiært lov om kommunernes styrelse § 61 c, stk. 1, og skovlovens §§ 16 og 17 samt for overtrædelse af straffelovens § 280, jf. § 286, stk. 2, jf. § 154, subsidiært straffelovens § 155. Betænkning og Indstilling |
| 1998 | Jette Gottlieb (Ø) for hærværk. Betænkning og indstilling |
| 1994 | Karen Jespersen (A) for overtrædelse af færdselsloven. Betænkning og Indstilling |
| 1993 | Grethe Fenger Møller (C) for falsk forklaring for retten i forbindelse med Tamilsagen. Betænkning og indstilling |
| 1989 | Hugo Holm (Z) for vold, falsk anmeldelse, forsikringssvindel og overtrædelse af færdselsloven. Betænkning og Indstilling (straffeloven). Betænkning og Indstilling (færdselsloven). |
| 1988 | Jørgen Tved (P). Tiltale for bagvaskelse af politibetjent. Betænkning og Indstilling |
| 1985 | Anne Grete Holmsgaard (Y), Steen Tinning (Y), Keld Albrechtsen (Y) og Jørgen Lenger (Y). For overtrædelse af straffeloven § 152, stk. 1. (videregivelse af fortrolige oplysninger), som var dog var udtrådt af Folketinget inden tiltalen, ved at videregive rapporter fra monopoltilsynet om henholdsvis kunstgødningsbranchen og varmeisoleringsmaterialeindustrien, selvom industriministeren havde bestemt at de ikke skulle offentliggøres. De fem tiltalte blev straffet med hver 50 dagbøder á 100 kr. (U.1987.53Ø). Udvalg til valgs prøvelse afgjorde efterfølgende at de ikke havde mistet deres valgbarhed (Beretning). Den femte medtiltalte var Jens Otto Madsen (Y) som havde været indsuppleret som folketingsmedlem men var udtrådt igen inden tiltalen blev rejst. |
| 1984 | Bernhard Baunsgaard (B). |
| 1982 | Povl Brøndsted (V). |
| 1982 | Thure Barsøe-Carnfeldt (Z). |
| 1980 | Ole Maisted (Z). |
| 1976 | Hans Buchart Petersen (A). |
| 1975 | Mogens Voigt (Z). |
| 1975 | Erlendur Pattursson (Republikanerne) for overtrædelse af straffeloven. |
| 1974 | Mogens Glistrup (Z). Efter Højesterets dom i sagen i 1983, hvor han blev straffet med fængsel, blev han kendt uværdig til at sidde i Folketinget. Da han efterfølgende på ny blev valgt ind, blev han ikke udelukket. |
| 1974 | Ib Ejnar Andersen (Z). |
| 1973 | Poul Nielson (A). |
| 1972 | Lene Christensen (tidligere Bro) (A). |
| 1972 | Per Gudme (B). |
| 1972 | Hans Jørgen Lembourn (C). |
| 1972 | Knud Østergaard (C). |
| 1972 | Mogens Camre (A). |
| 1972 | A.C. Normann (B) for uagtsom manddrab og uagtsom legemsbeskadigelse. A.C. Normann var skyld i at to døde og tre kom til skade ved en trafikulykke og fik frataget sin parlamentariske immunitet. Efter dommen blev han den 23. november 1972 af et flertal i Folketinget (88-70) fundet uværdig til at sidde i tinget. |
| 1971 | Knud Holm Tved (A). |
| 1969 | Lene Bro (A). |
| 1969 | Bernhard Baunsgaard (B). |
| 1965 | Christian Thomsen (A), landbrugsminister. |
| 1962 | Adolph Sørensen (C). |
| 1961 | Søren Peter Andersen (V). |
| 1962 | Axel Reedtz-Thott (C). |
| 1960 | Poul Hansen (A). |
| 1957 | Thorstein Petersen (Fólkaflokkurin). |
| 1955 | Arne Stæhr Johansen (C). Mistænkt for bedrageri, forsøg på bedrageri og dokumentfalsk i en byggeskandale i forbindelse med byggeriet af højhuset Domus Vista. |